# Sklep zoologiczny

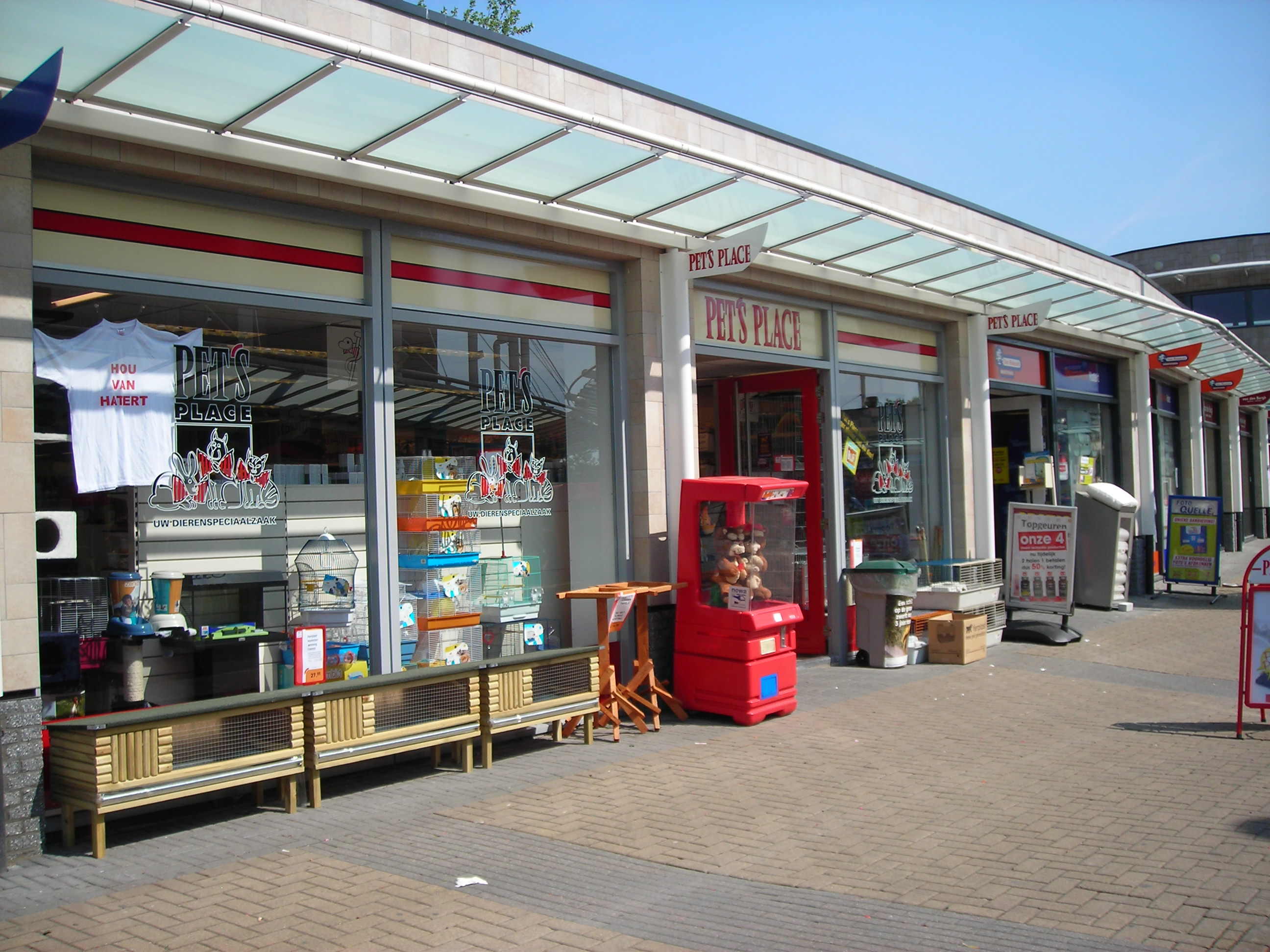
Typowy sklep zoologiczny w Nijmegen, Holandia

Sklep zoologiczny – placówka handlowa oferująca produkty związane z hodowlą zwierząt domowych, jak i same tego typu zwierzęta.   